# Onthophagus deflexicollis
Onthophagus deflexicollis är en skalbaggsart som beskrevs av Lansberge 1883. Onthophagus deflexicollis ingår i släktet Onthophagus och familjen bladhorningar. Inga underarter finns listade i Catalogue of Life.